# VIII район (Турку)
VIII район або Порт Артур (фін. VIII kaupunginosa - Port Arthur швед. VIII stadsdel - Port Arthur, сленгове — Портс фін. Portsa Portsa) — один із центральних районів міста Турку, що входить до Центрального територіального округу.
Район вважається одним із найдорожчих для проживання в Турку.

## Географічне положення
Район розташований на західному березі річки Аурайокі, між вулицею Пуйстокату (фін. Puistokatu) і IX районом.

## Історія
Район був позначений вже у 1828 на плані архітектора Карла Енгеля, але фактично почав активно розвиватися лише ближче до 1900 року, як житловий квартал для робітників, що проживали в Турку. Свою другу назву — Порт Артур — отримав на честь однойменної далекосхідної фортеці Порт Артур (нині — Люйшунькоу), за яку йшла битва під час російської-японської війни 1904.
У 1970-х VIII район мав бути знесений, але отримав підтримку більшості його жителів, і у 1981 був захищений від глобальних перебудов законодавчо.

## Пам'ятки
На території району багато дерев'яних будівель XIX–XX століть, розділених невеличкими брукованими вуличками. Це робить район одним із наймальовничіших в Турку.
На території VIII району розташовані: Михайлівський собор і пагорб Каколанмякі з побудованим у XIX столітті старовинним тюремним замком (в 2007 в'язниця була виведена за межі міста, а будівля реконструйована).

## Населення
У 2004 населення району становило 4 720 чоловік, з яких діти молодше 15 років становили 9,26 %, а старше 65 років — 19,10 %. Фінською мовою в якості рідної володіли 91,07 %, шведською — 7,06 %, а іншими мовами — 1,87 % населення району.